# Joan López
Joan Onofre López Reina (Chone, Ecuador; 11 de enero de 2002) es un futbolista ecuatoriano. Se desempeña como portero y su equipo actual es Vinotinto Ecuador de la Serie A de Ecuador.

## Trayectoria

### Inicios
Realizó las categorías formativas en el Grecia de Chone y posteriormente en el Deportivo Azogues y Fedeguayas.

### Independiente del Valle
En 2015 llegó a Independiente del Valle a jugar en las categorías sub-14, sub-16, sub-18, sub-20 y reserva. En 2019 fue ascendido al plantel principal y en ese mismo año siendo tercer arquero, se coronó campeón de la Copa Sudamericana 2019.

## Selección nacional

### Categorías inferiores
Fue internacional con la selección de fútbol sub-17 de Ecuador, con la cual disputó el Sudamericano Sub-17 de 2019 jugado en Perú y el Mundial de Brasil 2019.
En el Mundial de Brasil 2019, en el partido que Ecuador enfrentó a selección de fútbol sub-17 de Australia, se destacó en una atajada mano a mano que evitó la caída de su portería y que fue destacada por la FIFA como una de las mejores atajadas del certamen.

#### Participaciones en Sudamericanos
| Campeonato                  | Sede | Resultado    | Partidos | Goles |
| --------------------------- | ---- | ------------ | -------- | ----- |
| Sudamericano Sub-17 de 2019 | Perú | Cuarto lugar | 9        | 0     |

#### Participaciones en Copas del Mundo
| Campeonato                  | Sede   | Resultado        | Partidos | Goles |
| --------------------------- | ------ | ---------------- | -------- | ----- |
| Copa Mundial Sub-17 de 2019 | Brasil | Octavos de final | 4        | 0     |

## Estadísticas

### Clubes
Actualizado al último partido disputado el 17 de agosto de 2024.
| Club                              | Div.          | Temporada     | Liga  | Liga  | Copas nacionales | Copas nacionales | Copas internacionales | Copas internacionales | Total | Total |
| Club                              | Div.          | Temporada     | Part. | Goles | Part.            | Goles            | Part.                 | Goles                 | Part. | Goles |
| --------------------------------- | ------------- | ------------- | ----- | ----- | ---------------- | ---------------- | --------------------- | --------------------- | ----- | ----- |
| Independiente Juniors · Ecuador   | 2.ª           | 2020          | 15    | 0     | —                | —                | —                     | —                     | 15    | 0     |
| Independiente Juniors · Ecuador   | 2.ª           | 2021          | 4     | 0     | —                | —                | —                     | —                     | 4     | 0     |
| Independiente Juniors · Ecuador   | 2.ª           | 2022          | 1     | 0     | —                | —                | —                     | —                     | 1     | 0     |
| Independiente Juniors · Ecuador   | 2.ª           | 2023          | 30    | 0     | —                | —                | —                     | —                     | 30    | 0     |
| Independiente Juniors · Ecuador   | 2.ª           | 2024          | 1     | 0     | —                | —                | —                     | —                     | 1     | 0     |
| Independiente Juniors · Ecuador   | Total club    | Total club    | 51    | 0     | 0                | 0                | 0                     | 0                     | 51    | 0     |
| Independiente del Valle · Ecuador | 1.ª           | 2019          | 0     | 0     | —                | —                | 0                     | 0                     | 0     | 0     |
| Independiente del Valle · Ecuador | 1.ª           | 2020          | 0     | 0     | —                | —                | 0                     | 0                     | 0     | 0     |
| Independiente del Valle · Ecuador | 1.ª           | 2021          | 1     | 0     | —                | —                | 0                     | 0                     | 1     | 0     |
| Independiente del Valle · Ecuador | 1.ª           | 2022          | 2     | 0     | 2                | 0                | 0                     | 0                     | 4     | 0     |
| Independiente del Valle · Ecuador | 1.ª           | 2023          | 0     | 0     | 0                | 0                | 0                     | 0                     | 0     | 0     |
| Independiente del Valle · Ecuador | Total club    | Total club    | 3     | 0     | 2                | 0                | 0                     | 0                     | 5     | 0     |
| Vinotinto Ecuador · Ecuador       | 1.ª           | 2025          | 0     | 0     | 0                | 0                | —                     | —                     | 0     | 0     |
| Vinotinto Ecuador · Ecuador       | Total club    | Total club    | 0     | 0     | 0                | 0                | 0                     | 0                     | 0     | 0     |
| Total carrera                     | Total carrera | Total carrera | 54    | 0     | 2                | 0                | 0                     | 0                     | 56    | 0     |
| 1.                                |               |               |       |       |                  |                  |                       |                       |       |       |

## Palmarés

### Campeonatos nacionales
| Título               | Club                    | Año  |
| -------------------- | ----------------------- | ---- |
| Serie A de Ecuador   | Independiente del Valle | 2021 |
| Copa Ecuador         | Independiente del Valle | 2022 |
| Supercopa de Ecuador | Independiente del Valle | 2023 |

### Campeonatos internacionales
| Título                   | Club                    | Año  |
| ------------------------ | ----------------------- | ---- |
| Copa Sudamericana        | Independiente del Valle | 2019 |
| Copa Libertadores Sub-20 | Independiente del Valle | 2020 |
| Copa Sudamericana        | Independiente del Valle | 2022 |
| Recopa Sudamericana      | Independiente del Valle | 2023 |